# جون إف. ريتشاردز
جون إف. ريتشاردز (بالإنجليزية: John F. Richards)‏ هو مؤرخ أمريكي، ولد في 3 نوفمبر 1938، وتوفي في 23 أغسطس 2007.